# 253 km (obwód włodzimierski)
253 km (ros. 253 км) – przystanek kolejowy w miejscowości Kowrow, w obwodzie włodzimierskim, w Rosji. Położony jest na nowym szlaku Kolei Transsyberyjskiej.